# Vierambachtenboezem
De Vierambachtenboezem was een waterschap dat genoemd was naar het gelijknamige afwatersysteem. Het opereerde in een deel van het gebied van de huidige gemeente Nissewaard (voorheen Geervliet en daarna Bernisse) in de Nederlandse provincie Zuid-Holland. Het was in 1954 gevormd bij de opheffing van het Hoogheemraadschap van Putten.
Het waterschap was verantwoordelijk voor de waterhuishouding in de polder.